# Copa Aldao 1938
La Copa Aldao 1938 fue la undécima edición del torneo organizado por AFA y AUF. Enfrentó a Independiente, ganador del Campeonato de Primera División 1938; y Peñarol, ganador del Campeonato de Primera División 1938.
Se disputó el 29 de diciembre de 1938 a único partido en el Estadio Centenario de Montevideo. El equipo argentino ganó la edición por 3 a 1. De este modo, Independiente ganó su primer título a nivel internacional.

## Clubes clasificados
Clasificaron como campeones de 1938 en sus respectivas ligas.
| AFA (Argentina) |  | Independiente |  | Campeón de la Primera División de Argentina (1938) |
| AUF (Uruguay)   |  | Peñarol       |  | Campeón de la Primera División de Uruguay (1938)   |

## Partido
| 29 de diciembre de 1938 | Peñarol        | 1:3 (1:2) | Independiente                                                       | Estadio Centenario, Montevideo |                           |
|                         | Pedro Lago 24' |           | Vicente de la Mata 29' · Juan José Zorrilla 38' · Arsenio Erico 85' | Árbitro(s): Aníbal Tejada      | Árbitro(s): Aníbal Tejada |

| Guardameta     | Julio Barrios      |  |
| Defensa        | Jorge Clulow       |  |
| Defensa        | Ernesto Mascheroni |  |
| Centrocampista | Roberto Scarone    |  |
| Centrocampista | Álvaro Gestido     |  |
| Centrocampista | Raúl Rodríguez     |  |
| Delantero      | Aníbal Traverso    |  |
| Delantero      | Ubaldo Cruche      |  |
| Delantero      | Pedro Lago         |  |
| Delantero      | Severino Varela    |  |
| Delantero      | Adelaido Camaití   |  |
| DT             | Athuel Velásquez   |  |

| Guardameta     | Fernando Bello        |  |
| Defensa        | Fermín Lecea          |  |
| Defensa        | Juan Manuel Baigorria |  |
| Centrocampista | Luis Franzolini       |  |
| Centrocampista | Raúl Leguizamón       |  |
| Centrocampista | Celestino Martínez    |  |
| Delantero      | José Vilariño         |  |
| Delantero      | Vicente de la Mata    |  |
| Delantero      | Arsenio Erico         |  |
| Delantero      | Antonio Sastre        |  |
| Delantero      | Juan José Zorrilla    |  |
| DT             | Guillermo Ronzoni     |  |

| Anotado | 24' | Pedro Lago |

| Anotado | 29' | Vicente De la Mata |
| Anotado | 38' | Juan José Zorrilla |
| Anotado | 85' | Arsenio Erico      |

| Guardameta     | Julio Barrios      |  |
| Defensa        | Jorge Clulow       |  |
| Defensa        | Ernesto Mascheroni |  |
| Centrocampista | Roberto Scarone    |  |
| Centrocampista | Álvaro Gestido     |  |
| Centrocampista | Raúl Rodríguez     |  |
| Delantero      | Aníbal Traverso    |  |
| Delantero      | Ubaldo Cruche      |  |
| Delantero      | Pedro Lago         |  |
| Delantero      | Severino Varela    |  |
| Delantero      | Adelaido Camaití   |  |
| DT             | Athuel Velásquez   |  |

| Guardameta     | Fernando Bello        |  |
| Defensa        | Fermín Lecea          |  |
| Defensa        | Juan Manuel Baigorria |  |
| Centrocampista | Luis Franzolini       |  |
| Centrocampista | Raúl Leguizamón       |  |
| Centrocampista | Celestino Martínez    |  |
| Delantero      | José Vilariño         |  |
| Delantero      | Vicente de la Mata    |  |
| Delantero      | Arsenio Erico         |  |
| Delantero      | Antonio Sastre        |  |
| Delantero      | Juan José Zorrilla    |  |
| DT             | Guillermo Ronzoni     |  |

| Anotado | 24' | Pedro Lago |

| Anotado | 29' | Vicente De la Mata |
| Anotado | 38' | Juan José Zorrilla |
| Anotado | 85' | Arsenio Erico      |

|                                   |
| Bandera de Argentina              |
| Campeón Independiente 1.er título |